# Malá Bašta
Malá Bašta je horský vrchol o nadmořské výšce 2289 m v hřebeni Bášt, oddělujícím Mlýnickou dolinu od Mengusovské doliny. Má tvar pyramidy. Kromě horolezců a vysokohorských turistů má co nabídnout i skialpinistům (resp. Free ride).

## Topografie
Předposlední vrchol hřebene Bašt. Od poslední Patrie ji odděluje sedlo nad Skokem, od Přední Bašty rozložité sedlo nad Širokým žlabem. Na sever do Mengusovské doliny spadá 280metrovou stěnou.

## Několik horolezeckých výstupů
- 1880 První popsán výstup přes sedlo nad Skokem s obejitím hřebene J. G. Pawlikowski a M. Sieczka, I.
- 1912 První zimní výstup Gyula Komarnicki.
- 1938 Prvovýstup severní stěnou z Mengusovské doliny, U. Kolaczkowska, W, Konarzenski a S. Motyka

## Galerie

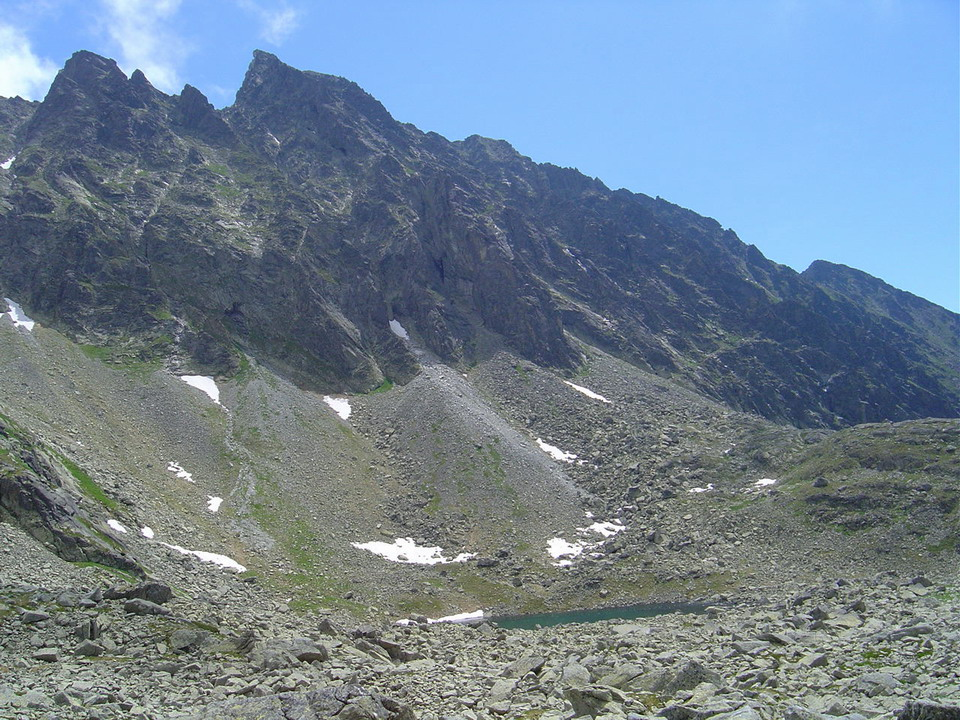
Diablovina, Satan, zcela vpravo Malá Bašta.
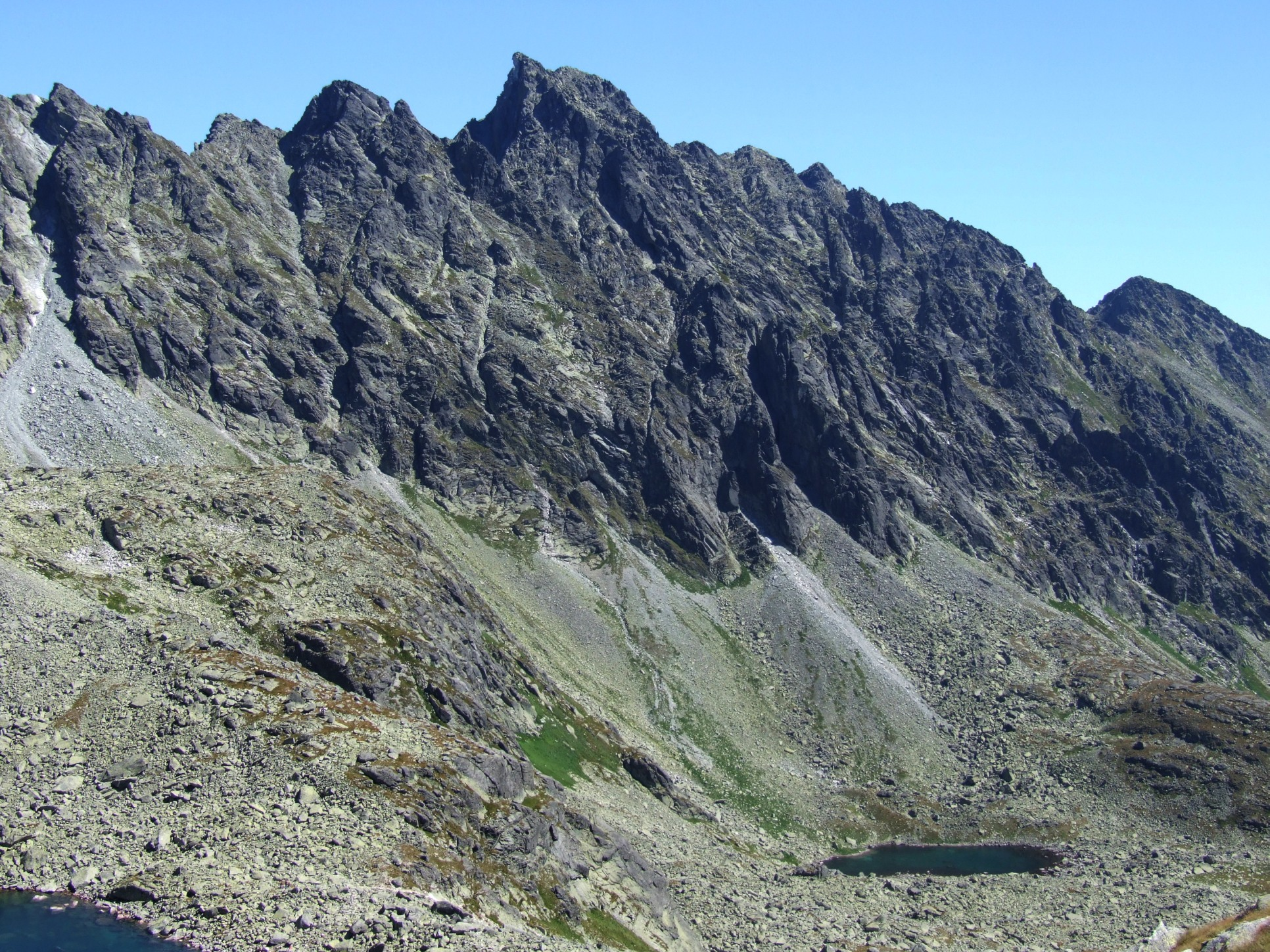
Opět z Mlynické doliny: Satan, úplně vpravo Malá Bašta.
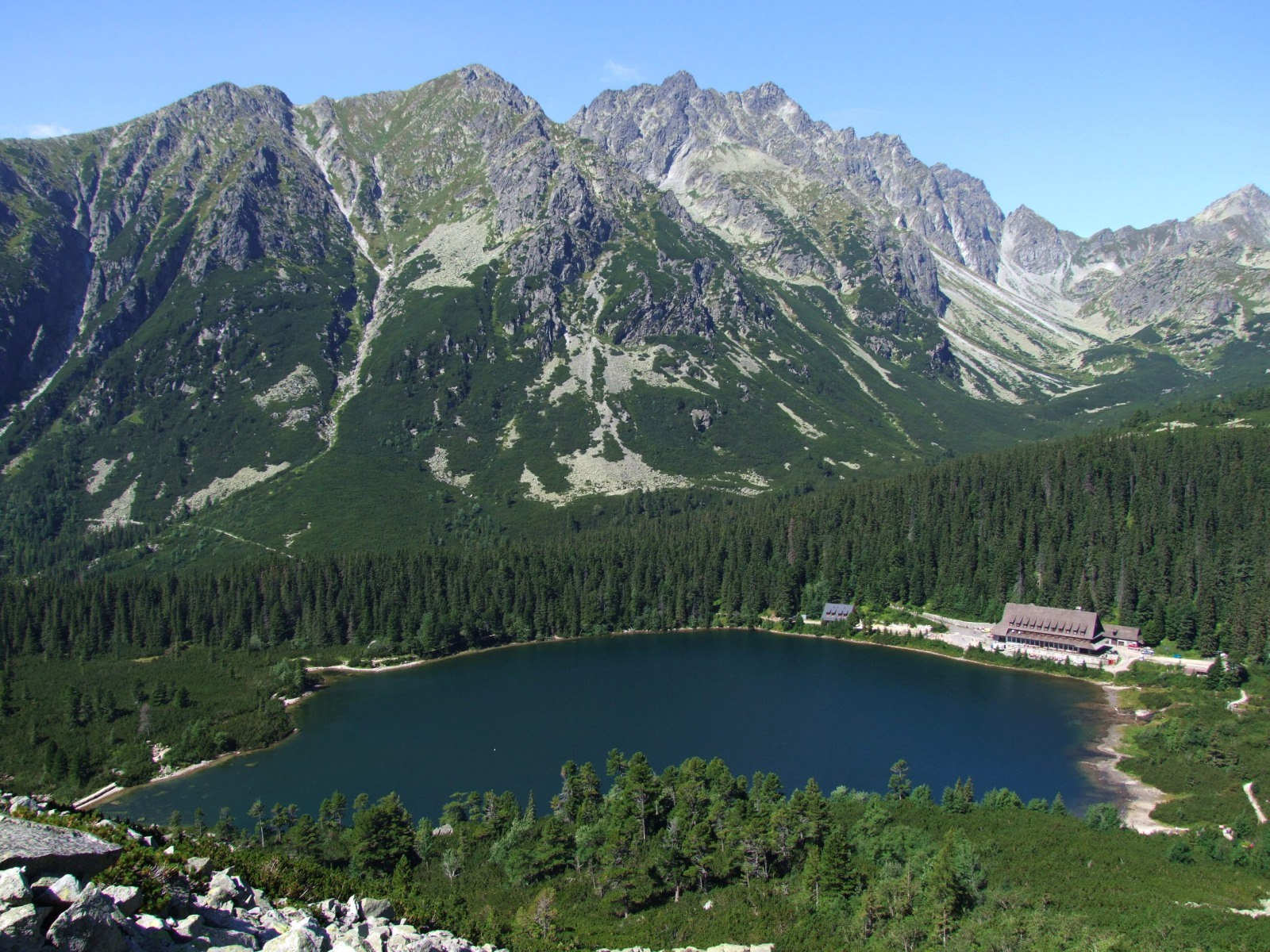
Popradské pleso, Patria, Malá Bašta, hřeben Bášt, vpravo Kôprovský štít.
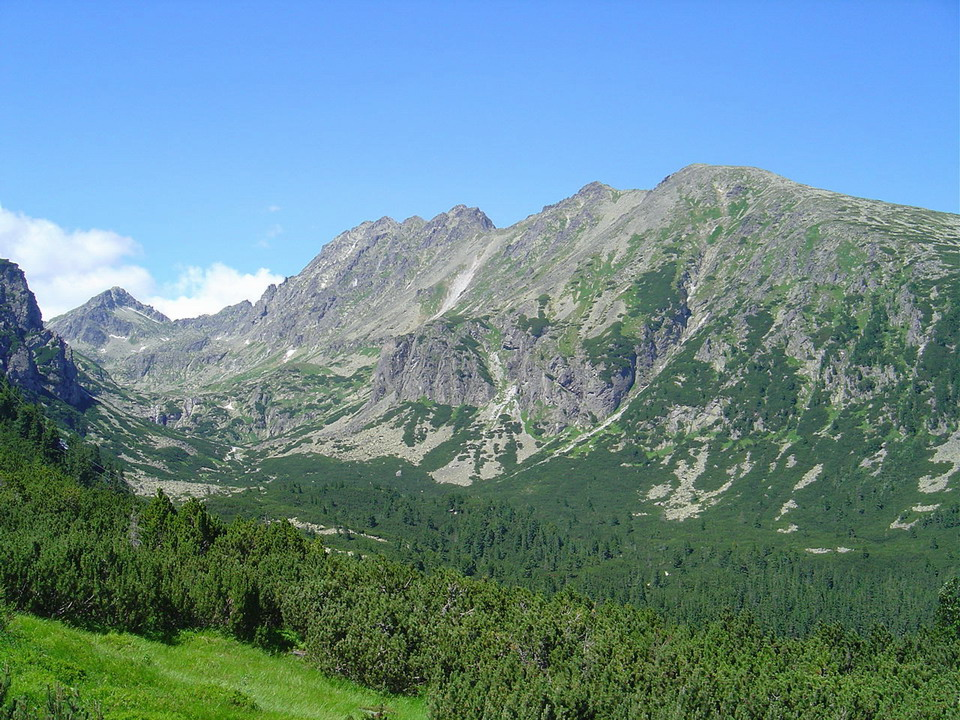
Zprava Patria, Malá Bašta, Sedlo nad Širokým žlabem